# 聖何塞上將鎮
聖何塞上將鎮（西班牙語：San José del General），是巴拿馬的城鎮，位於該國中部，由科隆省的多諾索區負責管轄，面積198.6平方公里，2010年人口2,248，人口密度每平方公里11.3人。